# Golf de Mèxic

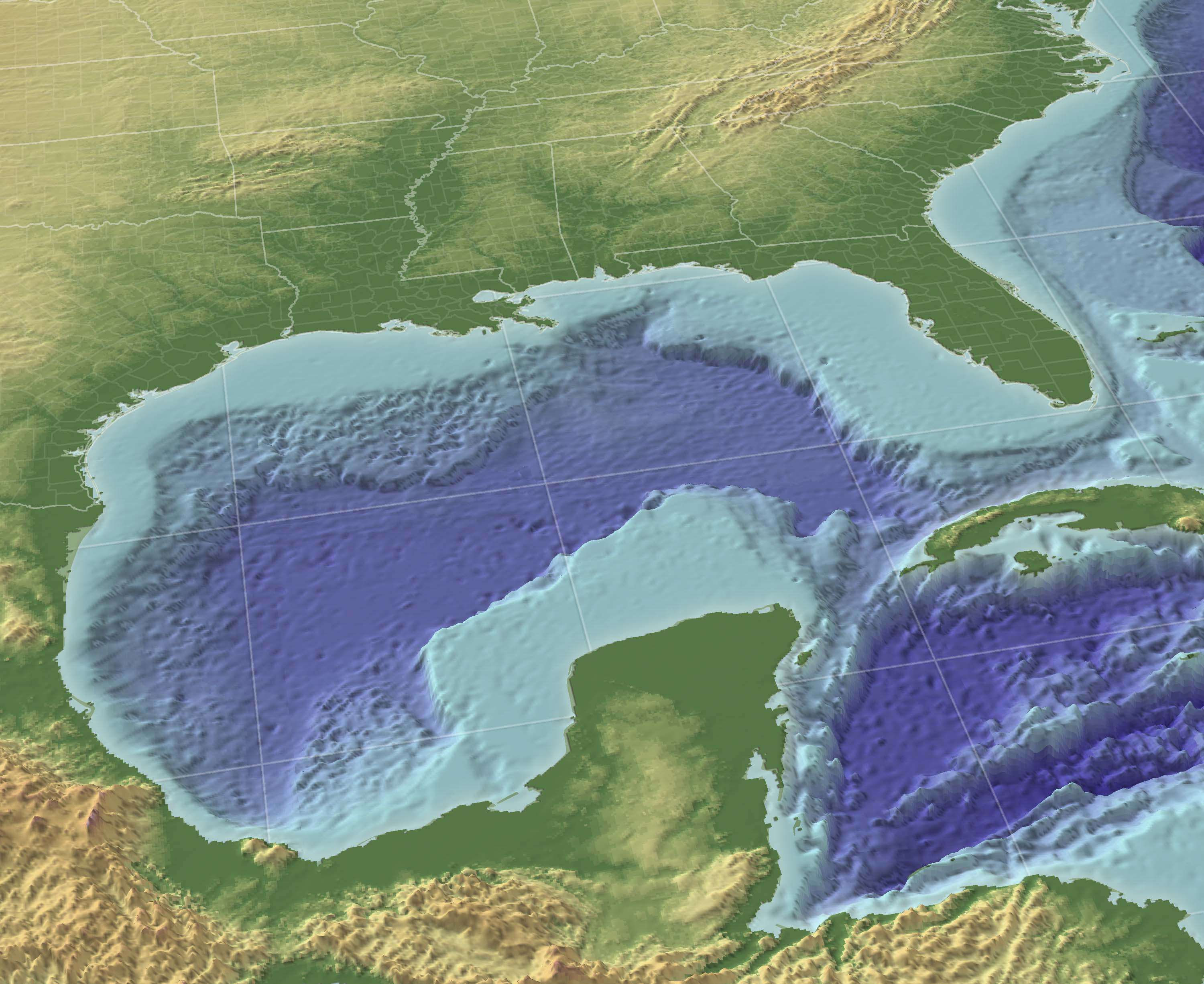
El golf de Mèxic en 3D

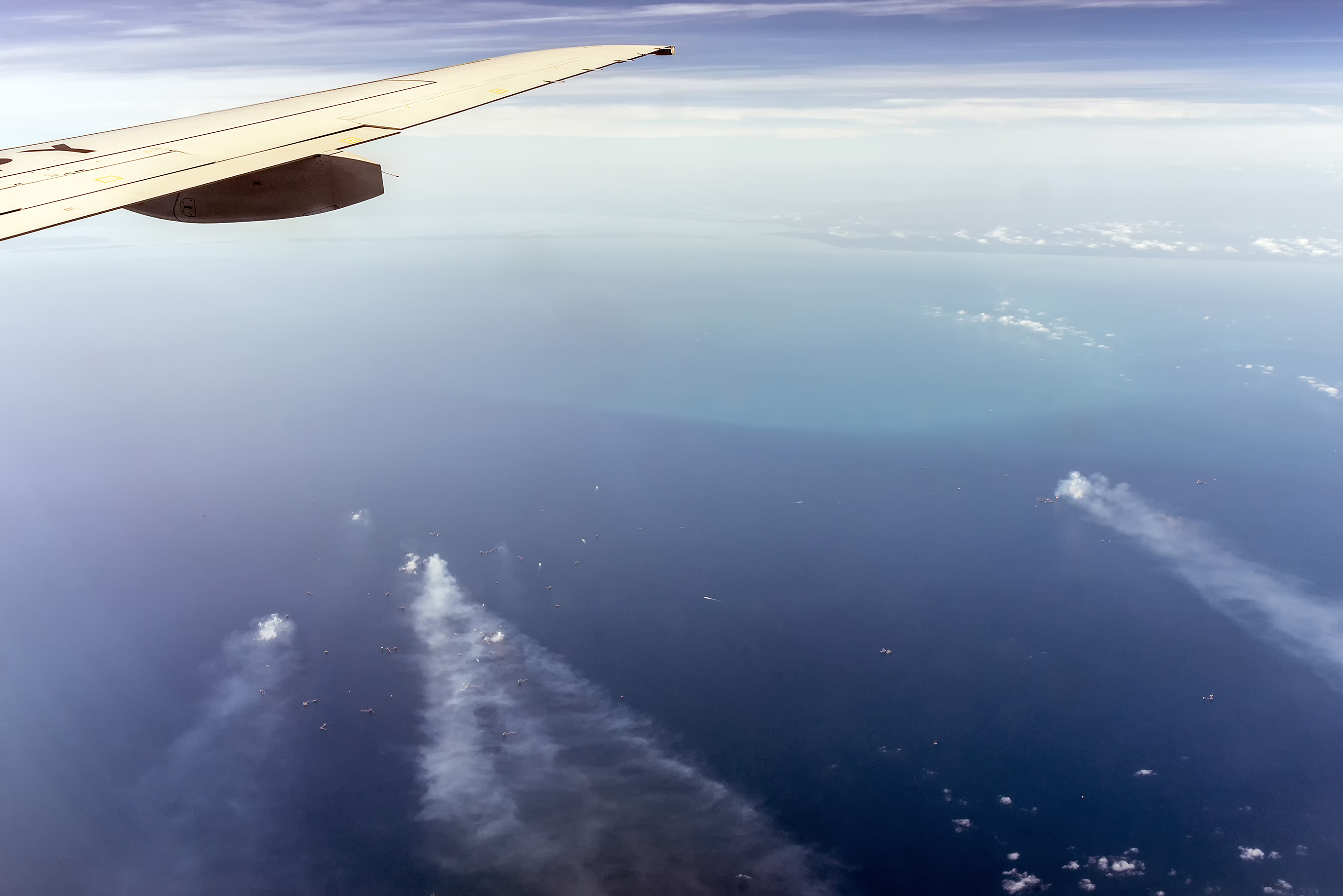
Camp petrolífer de Cantarell.

El golf de Mèxic (en anglès Gulf of Mexico, en espanyol Golfo de México), és la part de l'oceà Atlàntic compresa entre les penínsules de la Florida i el Yucatán, al sud-est de l'Amèrica del Nord. Limita al nord-est, nord i nord-oest amb la costa del Golf dels Estats Units, els estats de Florida, Alabama, Mississipi, Louisiana i Texas; al sud-oest i al sud pels estats mexicans de Tamaulipas, Veracruz, Tabasco, Campeche, Yucatán i Quintana Roo; i al sud-est per Cuba.
L'impacte d'aquest canvi no es va fer esperar ja que es va ordenar al Departament d'Interior, responsable de la cartografia nacional, fer-ho immediatament i instruir als proveïdors de serveis de mapes com Google o Apple fer el mateix. Tot i que no existeix un protocol formal sobre la denominació de les aigües internacionals el topònim "Golf de Mèxic" està reconegut per l'Organització Hidrogràfica Internacional, la qual promou l'estandarització de noms per a certs propòsits.

## Geologia
El golf de Mèxic es va formar fa aproximadament 300 milions d'anys com a resultat de la tectònica de plaques. La conca del golf de Mèxic té una forma ovalada, amb una amplada aproximada de 810 milles nàutiques (1.500 km). El seu sòl està format per roques sedimentàries i sediments recents. Comunica al sud-est amb el mar Carib pel canal del Yucatán i a l'est amb l'Atlàntic pel canal de Florida. El golf experimenta marees molt petites per la limitada connexió amb l'oceà Atlàntic. A més, cal remarcar que el patró de les marees és irregular (a vegades amb dues plenamars i dues baixamars al dia; altres amb una plenamar i una baixamar al dia).

## Geografia
Les costes oriental, nord i nord-oest del golf de Mèxic es troben al llarg dels estats dels Estats Units de Florida, Alabama, Mississipi, Louisiana i Texas. La part nord-americana de la costa del Golf abasta 1,680 milles (2,700 km), rebent aigua de 33 rius principals que drenen 31 estats. Les costes sud-oest i sud del golf es troben al llarg dels estats mexicans de Tamaulipas, Veracruz, Tabasco, Campeche, Yucatán i l'extrem més al nord de Quintana Roo. La part mexicana de la costa del golf abasta 1.743 milles (2.805 km). En el seu quadrant sud-est, el golf limita amb Cuba. Dona suport a les principals indústries pesqueres americanes, mexicanes i cubanes. Els marges exteriors de les àmplies plataformes continentals de Yucatán i Florida reben aigües més fresques i enriquides en nutrients de les profunditats mitjançant un procés conegut com a surgència, que estimula el creixement del plàncton a la zona eufòtica. Això atrau peixos, gambes i calamars. El drenatge dels rius i les precipitacions atmosfèriques de les ciutats costaneres industrials també proporcionen nutrients a la zona costanera.
El corrent del Golf, un corrent càlid de l'Oceà Atlàntic i un dels corrents oceànics més forts coneguts, s'origina al golf, com a continuació del sistema Corrent del Carib -Corrent de Yucatán- Corrent de bucle. Altres característiques de circulació inclouen els girs anticiclònics que són vessats pel corrent de bucle i viatgen cap a l'oest on finalment es dissipen i un gir ciclònic permanent a la badia de Campeche. La badia de Campeche a Mèxic constitueix un braç important del golf de Mèxic. A més, la costa del golf està vorejada per nombroses badies i entrades més petites. Diversos rius desemboquen al golf, sobretot el riu Mississipi i el Río Grande al nord del golf, i els rius Grijalva i Usumacinta al sud del golf. La terra que forma la costa del golf, incloses moltes illes de barrera llargues i estretes, és gairebé uniformement baixa i es caracteritza per aiguamolls i pantans, així com per trams de platja de sorra.
El golf de Mèxic és un excel·lent exemple de marge passiu. La plataforma continental és força ampla en la majoria dels punts de la costa, sobretot a les penínsules de Florida i Yucatán. La plataforma s'explota pel seu petroli mitjançant plataformes de perforació en alta mar, la majoria de les quals es troben al golf occidental i a la badia de Campeche. Una altra activitat comercial important és la pesca; Les captures principals inclouen Lutjanus campechanus, l'amberjack, els malacàntids, el peix espasa i diversos epinefelins, així com les gambes i els crancs. Les ostres també es cullen a gran escala de moltes badies i sons. Altres indústries rellevants al llarg de la costa inclouen el transport marítim, el processament i l'emmagatzematge petroquímics, l'ús militar, la fabricació de paper i el turisme.
La temperatura càlida de l'aigua del golf pot alimentar poderosos huracans de l'Atlàntic que causen nombroses morts humanes i altres destruccions com va passar amb l'Huracà Katrina el 2005. A l'Atlàntic, un huracà arrossegarà aigua freda de les profunditats i fa menys probable que hi siguin nous huracans (l'aigua calenta és una de les condicions prèvies necessàries per a la seva formació). Tanmateix, el golf és menys profund; quan un huracà passa per sobre, la temperatura de l'aigua pot baixar, però aviat rebota i es torna capaç de suportar una altra tempesta tropical.
El Golf es considera asísmic; tanmateix, s'han registrat tremolors lleus al llarg de la història (normalment 5,0 o menys a l'Escala de Richter). Els terratrèmols poden ser causats per interaccions entre la càrrega de sediments al fons del mar i l'ajust de l'escorça.

## Extensió
La superfície de la conca del Golf és d'aproximadament 1,6 milions de km² i arriba a una fondària màxima de 3.804 metres. Gairebé la meitat de la conca està formada per aigües poc profundes de la plataforma continental. El volum d'aigua a la conca és d'aproximadament 2,4 × 10⁶ quilòmetres cúbics. El golf de Mèxic és una de les regions de producció de petroli en alta mar més importants del món, i constitueix una sisena part de la producció total dels Estats Units.
El corrent del Golf, un corrent càlid de l'oceà Atlàntic i un dels corrents oceànics més forts que es coneixen, s'origina precisament al golf de Mèxic.

### Huracans
El golf rep la visita, diverses vegades cada temporada, dels potents huracans de l'Atlàntic, alguns dels quals han causat grans pèrdues humanes i materials (entre els més recents, per exemple, l'huracà Katrina l'any 2005).
Benet Viñes, sacerdot de la Companyia de Jesús, va ser un científic altruista que, destinat per l'orde al seu col·legi de l'Havana, va dur a terme estudis meteorològics que establiren els mètodes per al pronòstic de ciclons, de fet, va ser el primer a efectuar-ne un, formulat científicament, l'any 1875; les seves prediccions estalviaren moltes pèrdues materials i humanes. Les seves obres, en especial Apuntes relativos a los huracanes de las Antillas (1877) i les anomenades Lleis Viñes (1893), l'hi atorgaren el reconeixement de la comunitat científica internacional. Aquestes lleis formulades pel pare Viñes van ser imprescindibles per a fer pronòstics al Carib fins a la dècada dels quaranta del segle xx, moment en què foren perfeccionades.

## Litoral
La badia de Campeche, a Mèxic, és un dels grans entrants d'aquest golf, i és només un exemple de les nombroses badies i cales que retallen la costa del golf de Mèxic. Hi desguassa un gran nombre de rius, el principal dels quals és el Mississipi. El litoral del golf és pla a gairebé tot arreu i es caracteritza per la presència de llargues i estretes barreres de petites illes, i també maresmes i aiguamolls i grans extensions de platges sorrenques.

## Poblacions
Les ciutats costaneres principals són Tampa, Saint Petersburg, Pensacola, Mobile, Nova Orleans, Beaumont i Houston (totes les quals als Estats Units), Tampico, Tuxpan, Veracruz i Mérida (a Mèxic) i l'Havana (a Cuba).